# 油圧トルクレンチ
油圧トルクレンチ（ゆあつトルクレンチ、英: Hydraulic torque wrench）とは、油圧を動力として大きなトルクをかけることができるトルクレンチのこと。所定のトルクで大型ボルトを締め付けて、正確なトルク管理ができる油圧工具。油圧レンチと呼ばれることもある。

## 作動

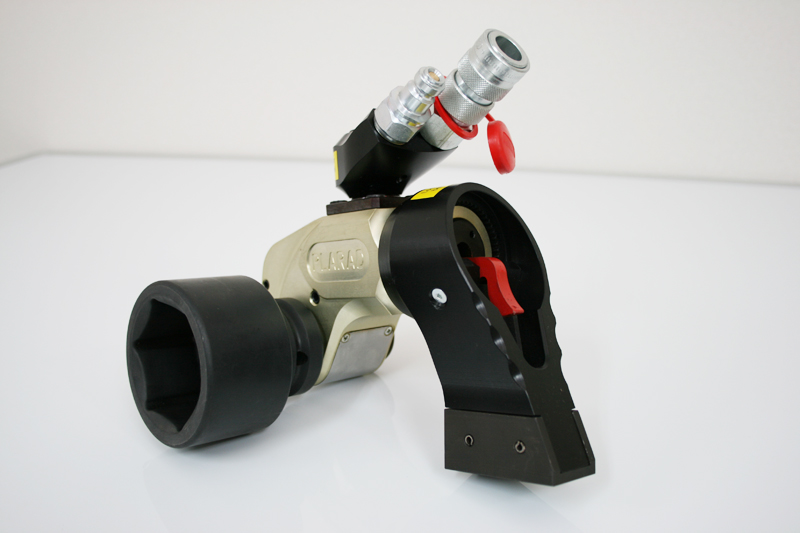
油圧トルクレンチ (日本プララド・PL450SC)

油圧トルクレンチを作動させるためには、油圧ポンプと油圧ホースが必要となる。油圧ポンプにより作動油を吐出し、圧力制御弁を介して圧力を上昇させて油圧トルクレンチのシリンダーに油の圧力がかかり、ピストンを押し出すことで駆動する。その為、トルクを設定するには油圧ポンプの圧力設定により出力トルクの設定を行う。
大きなトルクを発生させるためには非常に高い油圧を要するため、用いられる油圧ポンプは70～80MPaと高圧である。接続する油圧ポンプには電動式とエアー式がある。エアー式の油圧ポンプを組み合わせて使用することで防爆エリアでの使用も可能となり化学プラントなどでも使用される。

## 用途
大型ボルトの締め付け作業に使用される。所定の締め付けトルクが数千から数万ニュートンメートル（N·m）になる建設現場やプラント工場、発電所、製鉄所などで油圧工具として使われる。

## 主なメーカー
- 西圧
- 日本プララド
- ベストマ
- ユネックス合同会社